# حور خلاني
حور خلاني (الاسم العلمي:Populus alaschanica) هو نوع من النباتات يتبع جنس الحور من الفصيلة الصفصافية.